# Perrusson
Perrusson est une commune française du département d'Indre-et-Loire, dans la région Centre-Val de Loire.

## Géographie

### Localisation et communes limitrophes
Perrusson se situe sur l'Indre à 41 km au sud-sud-est de Tours, distance exprimée à vol d'oiseau. Au sud-ouest du canton de Loches, les communes de Perrusson et de son bureau centralisateur sont limitrophes. La commune est rattachée à l'unité urbaine, l'aire urbaine, la zone d'emploi et le bassin de vie de Loches.
| Loches       | Beaulieu-lès-Loches | Sennevières              |
|              | Perrusson           | Saint-Jean-Saint-Germain |
| Saint-Senoch |                     | Verneuil-sur-Indre       |

| - OpenStreetMap Perrusson et son environnement. - Perrusson et ses communes limitrophes.. - Perrusson (en rouge) dans le canton de Loches (en vert). |

### Géologie et relief
Le socle sédimentaire crétacé constitué du tuffeau blanc du Turonien moyen (C3b) et du tuffeau jaune du Turonien supérieur (C3c) affleure largement à l'ouest de l'Indre grâce à l'érosion du plateau par les ruisseaux affluents de l'Indre. Ailleurs, ces formations sont largement recouvertes par des argiles à silex sénoniennes (As) ou des limons quaternaires (LP et Œ). De rares poches de poudingues siliceux (EP), incluses dans les argiles à silex, parsèment le territoire. Des terrasses alluvionnaires anciennes (Fx à Fy) sont présentes le long de la vallée de l’Indre, sur la rive gauche, alors que des alluvions récentes (Fz) tapissent le lit majeur de la rivière. Une succession de petites failles orientées nord-sud, dans l'effondrement desquelles coule l'Indre, ou nord-est-sud-ouest témoignent d'une activité tectonique datée entre la fin du Miocène et le Quaternaire ancien ; cette activité est sans doute liée au jeu de failles profondes du socle paléozoïque.
Le territoire communal, de forme oblongue du nord-est au sud-ouest, est constitué d'un plateau coupé par la vallée de l'Indre. L'altitude maximale (149 m) est observée à l'extrême sud-ouest, presque en limite de Saint-Senoch. L'altitude minimale de la vallée de l'Indre, vers Loches, s'établit à 72 m.
La superficie de la commune, 2 894 ha, est presque double de celle d'une commune française de taille moyenne qui s'établit à 1 488 ha.

### Hydrographie

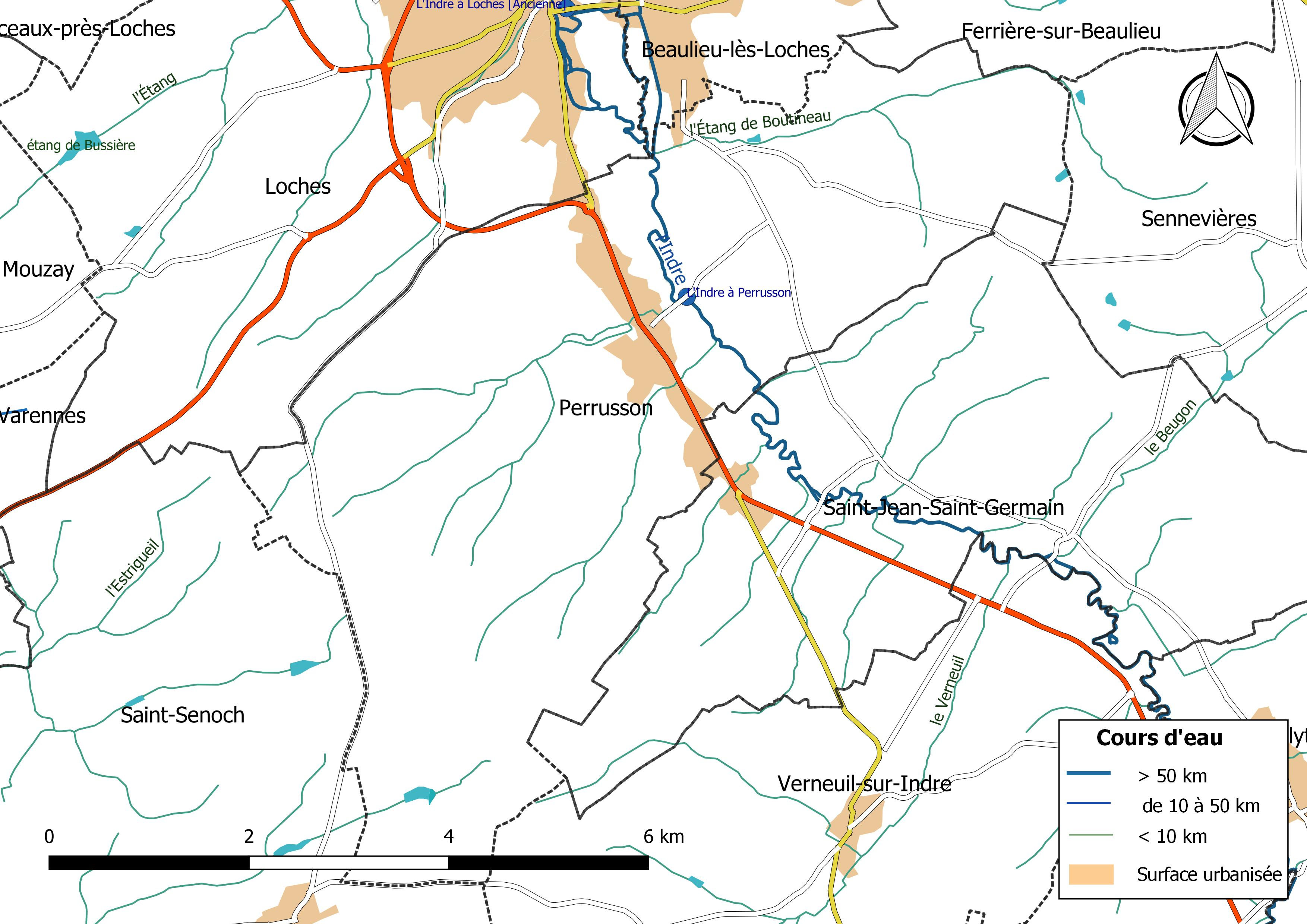
Réseau hydrographique de Perrusson.

La commune est traversée du sud au nord par l'Indre (3,509 km). Le réseau hydrographique communal, d'une longueur totale de 28,64 km, comprend également divers petits cours d'eau dont l'Etang de Boutineau (4,407 km),.
L'Indre, d'une longueur totale de 279,4 km, prend sa source à une altitude de 453 m sur le territoire de Saint-Priest-la-Marche dans le  département du Cher et se jette dans la Loire à Avoine, après avoir traversé 58 communes. Les crues de l'Indre sont le plus souvent de type inondation de plaine. Sur le plan de la prévision des crues, la commune est située dans le tronçon de l'Indre tourangelle, dont la station hydrométrique de référence la plus proche est située à Perrusson. La hauteur maximale historique a été atteinte en novembre 1770. La hauteur maximale mesurée s'établit à 3,30 et a été observée le 21 décembre 1982.
Ce cours d'eau est classé dans les listes 1 et 2 au titre de l'article L. 214-17 du code de l'environnement sur le Bassin Loire-Bretagne. Au titre de la liste 1, aucune autorisation ou concession ne peut être accordée pour la construction de nouveaux ouvrages s'ils constituent un obstacle à la continuité écologique et le renouvellement de la concession ou de l'autorisation des ouvrages existants est subordonné à des prescriptions permettant de maintenir le très bon état écologique des eaux. Au titre de la liste 2, tout ouvrage doit être géré, entretenu et équipé selon des règles définies par l'autorité administrative, en concertation avec le propriétaire ou, à défaut, l'exploitant,.
Sur le plan piscicole, l'Indre est classée en deuxième catégorie piscicole. Le groupe biologique dominant est constitué essentiellement de poissons blancs (cyprinidés) et de carnassiers (brochet, sandre et perche).
Deux zones humides ont été répertoriées sur la commune par la direction départementale des territoires (DDT) et le conseil départemental d'Indre-et-Loire : « la vallée de l'Indre : environs de Loches », « Perrusson à l'Ile Auger » et « la vallée du Ruisseau de Boutineau »,.

### Climat
Pour des articles plus généraux, voir Climat du Centre-Val de Loire et Climat d'Indre-et-Loire.
En 2010, le climat de la commune est de type climat océanique dégradé des plaines du Centre et du Nord, selon une étude du Centre national de la recherche scientifique s'appuyant sur une série de données couvrant la période 1971-2000. En 2020, Météo-France publie une typologie des climats de la France métropolitaine dans laquelle la commune est exposée à un climat océanique altéré et est dans une zone de transition entre les régions climatiques « Moyenne vallée de la Loire » et « Centre et contreforts nord du Massif Central ».
Pour la période 1971-2000, la température annuelle moyenne est de 11,1 °C, avec une amplitude thermique annuelle de 15 °C. Le cumul annuel moyen de précipitations est de 665 mm, avec 10,9 jours de précipitations en janvier et 6,8 jours en juillet. Pour la période 1991-2020, la température moyenne annuelle observée sur la station météorologique installée sur la commune est de 12,3 °C et le cumul annuel moyen de précipitations est de 730,3 mm,. Pour l'avenir, les paramètres climatiques de la commune estimés pour 2050 selon différents scénarios d'émission de gaz à effet de serre sont consultables sur un site dédié publié par Météo-France en novembre 2022.
| Mois                                  | jan.           | fév.           | mars           | avril         | mai           | juin          | jui.         | août        | sep.           | oct.          | nov.            | déc.           | année      |
| ------------------------------------- | -------------- | -------------- | -------------- | ------------- | ------------- | ------------- | ------------ | ----------- | -------------- | ------------- | --------------- | -------------- | ---------- |
| Température minimale moyenne (°C)     | 2,2            | 1,7            | 3,5            | 5,3           | 8,8           | 12,1          | 13,9         | 13,6        | 10,6           | 8,5           | 4,8             | 2,5            | 7,3        |
| Température moyenne (°C)              | 5,1            | 5,6            | 8,6            | 11,1          | 14,7          | 18,2          | 20,3         | 20,2        | 16,7           | 13            | 8,4             | 5,5            | 12,3       |
| Température maximale moyenne (°C)     | 8,1            | 9,5            | 13,6           | 16,9          | 20,6          | 24,3          | 26,8         | 26,8        | 22,7           | 17,6          | 11,9            | 8,5            | 17,3       |
| Record de froid (°C) date du record   | −13,7 07.01.09 | −14,7 09.02.12 | −11,4 01.03.05 | −4 11.04.03   | −1,6 06.05.19 | 2 05.06.1989  | 5 13.07.1993 | 5 26.08.18  | 0,5 14.09.1996 | −6 30.10.1997 | −9,5 24.11.1998 | −12 30.12.1996 | −14,7 2012 |
| Record de chaleur (°C) date du record | 17 05.01.1999  | 24,5 27.02.19  | 24,5 30.03.17  | 29,8 30.04.05 | 33 30.05.01   | 40,5 29.06.19 | 42 23.07.19  | 41 18.08.12 | 36,5 14.09.20  | 29,2 02.10.11 | 24 07.11.15     | 18,5 07.12.00  | 42 2019    |
| Précipitations (mm)                   | 67,2           | 56,1           | 51,6           | 56,6          | 65,7          | 51,5          | 50,5         | 50,8        | 54,9           | 74,1          | 72,4            | 78,9           | 730,3      |

### Paysages naturels et biodiversité
Les bois n'occupent plus, à la fin du XXe siècle, que 9 % de la superficie communale, malgré des défrichements qui furent tardifs en raison de la qualité agricole médiocre des sols. LA présence de l'Indre permet la constitution d'écosystèmes pour lesquelles la présence ou la proximité de l'eau est indispensable.
Le territoire de Perrusson est partiellement intégré à deux zones naturelles d'intérêt écologique, faunistique et floristique (ZNIEFF). La ZNIEFF des « prairies de la vallée de l'Indre à Loches (240030928) » s'étend sur 250 ha le long de l'Indre sur les communes de Beaulieu-lès-Loches, Loches et Perrusson ; elle abrite une faune et une flore caractéristiques des prairies humides, auxquelles il faut rajouter les espèces aquatiques vivant dans le lit de la rivière. La ZNIEFF de la « moyenne vallée de l'Indre (240031271) », incluant la précédente, couvre 4 421,1 ha sur 21 communes des départements de l'Indre et de l'Indre-et-Loire ; les biotopes rencontrés sont des prairies humides et des marais.
Le site Natura 2000 de la « vallée de l'Indre (FR2400537) » concerne 22 communes de l'Indre et de l'Indre-et-Loire pour une superficie totale de 2 147 ha ; de nombreuses espèces animales et végétales, dont deux plantes protégées au niveau national, y sont recensées.

## Urbanisme

### Typologie
Au 1er janvier 2024, Perrusson est catégorisée bourg rural, selon la nouvelle grille communale de densité à sept niveaux définie par l'Insee en 2022.
Elle appartient à l'unité urbaine de Loches, une agglomération intra-départementale regroupant quatre  communes, dont elle est une commune de la banlieue,,. Par ailleurs la commune fait partie de l'aire d'attraction de Loches, dont elle est une commune de la couronne,. Cette aire, qui regroupe 23 communes, est catégorisée dans les aires de moins de 50 000 habitants,.

### Occupation des sols
L'occupation des sols de la commune, telle qu'elle ressort de la base de données européenne d’occupation biophysique des sols Corine Land Cover (CLC), est marquée par l'importance des territoires agricoles (86,4 % en 2018), une proportion sensiblement équivalente à celle de 1990 (87,2 %). La répartition détaillée en 2018 est la suivante : 
terres arables (66,9 %), prairies (11,9 %), forêts (9,2 %), zones agricoles hétérogènes (7,5 %), zones urbanisées (4 %), zones industrielles ou commerciales et réseaux de communication (0,4 %). L'évolution de l’occupation des sols de la commune et de ses infrastructures peut être observée sur les différentes représentations cartographiques du territoire : la carte de Cassini (XVIIIe siècle), la carte d'état-major (1820-1866) et les cartes ou photos aériennes de l'IGN pour la période actuelle (1950 à aujourd'hui).

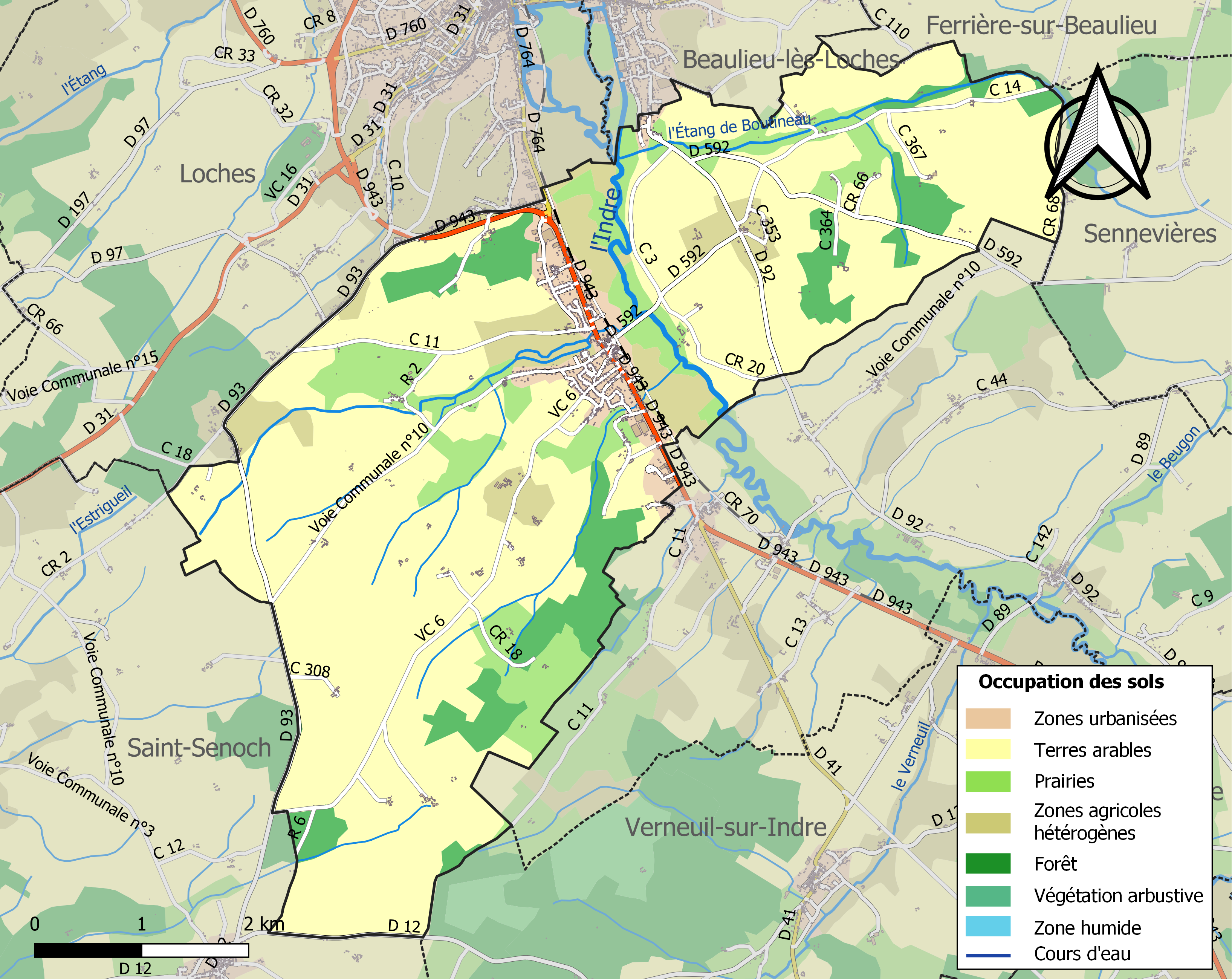
Carte des infrastructures et de l'occupation des sols de la commune en 2018 (CLC).

### Logement
Le tableau ci-dessous présente une comparaison de quelques indicateurs chiffrés du logement pour Perrusson et l'ensemble de l'Indre-et-Loire en 2016,.
|                                                        | Perrusson | Indre-et-Loire |
| ------------------------------------------------------ | --------- | -------------- |
| Parc immobilier total (en nombre d'habitations)        | 743       | 318 933        |
| Part des résidences principales (en %)                 | 90,4      | 86,9           |
| Part des logements vacants (en %)                      | 6,7       | 8,5            |
| Part des ménages propriétaires de leur logement (en %) | 66,7      | 59,2           |

### Transports et voies de communications

#### Réseau routier
La commune est traversée du nord-ouest au sud-est par la D943, ancienne N143 déclassée, qui permet de rallier Tours au nord et Châteauroux au sud. Parallèle à la précédente, la D92 suit le rive droite de l'Indre. Perpendiculairement à ces deux voies, une route court du sud-ouest au nord-est, traversant le territoire communal dans sa plus grande largeur.

#### Transport en commun
Aucune ligne de transport en commun ne dessert Perrusson. Les habitants doivent se rendre à Loches pour accéder à plusieurs lignes du réseau Rémi, ferroviaire ou routières. La ligne TER Centre-Val de Loire Tours-Châteauroux est également accessible à la halte de Saint-Jean-Saint-Germain.

### Risques majeurs
Le territoire de la commune de Perrusson est vulnérable à différents aléas naturels : météorologiques (tempête, orage, neige, grand froid, canicule ou sécheresse), inondations, feux de forêts et séisme (sismicité faible). Un site publié par le BRGM permet d'évaluer simplement et rapidement les risques d'un bien localisé soit par son adresse soit par le numéro de sa parcelle.
Certaines parties du territoire communal sont susceptibles d’être affectées par le risque d’inondation par débordement de cours d'eau, notamment l'Indre. La commune a été reconnue en état de catastrophe naturelle au titre des dommages causés par les inondations et coulées de boue survenues en 1982, 1997, 1999 et 2016,.
Pour anticiper une remontée des risques de feux de forêt et de végétation vers le nord de la France en lien avec le dérèglement climatique, les services de l’État en région Centre-Val de Loire (DREAL, DRAAF, DDT) avec les SDIS ont réalisé en 2021 un atlas régional du risque de feux de forêt, permettant d’améliorer la connaissance sur les massifs les plus exposés. La commune, étant pour partie dans le massif de Verneuil, est classée au niveau de risque 4, sur une échelle qui en comporte quatre (1 étant le niveau maximal).

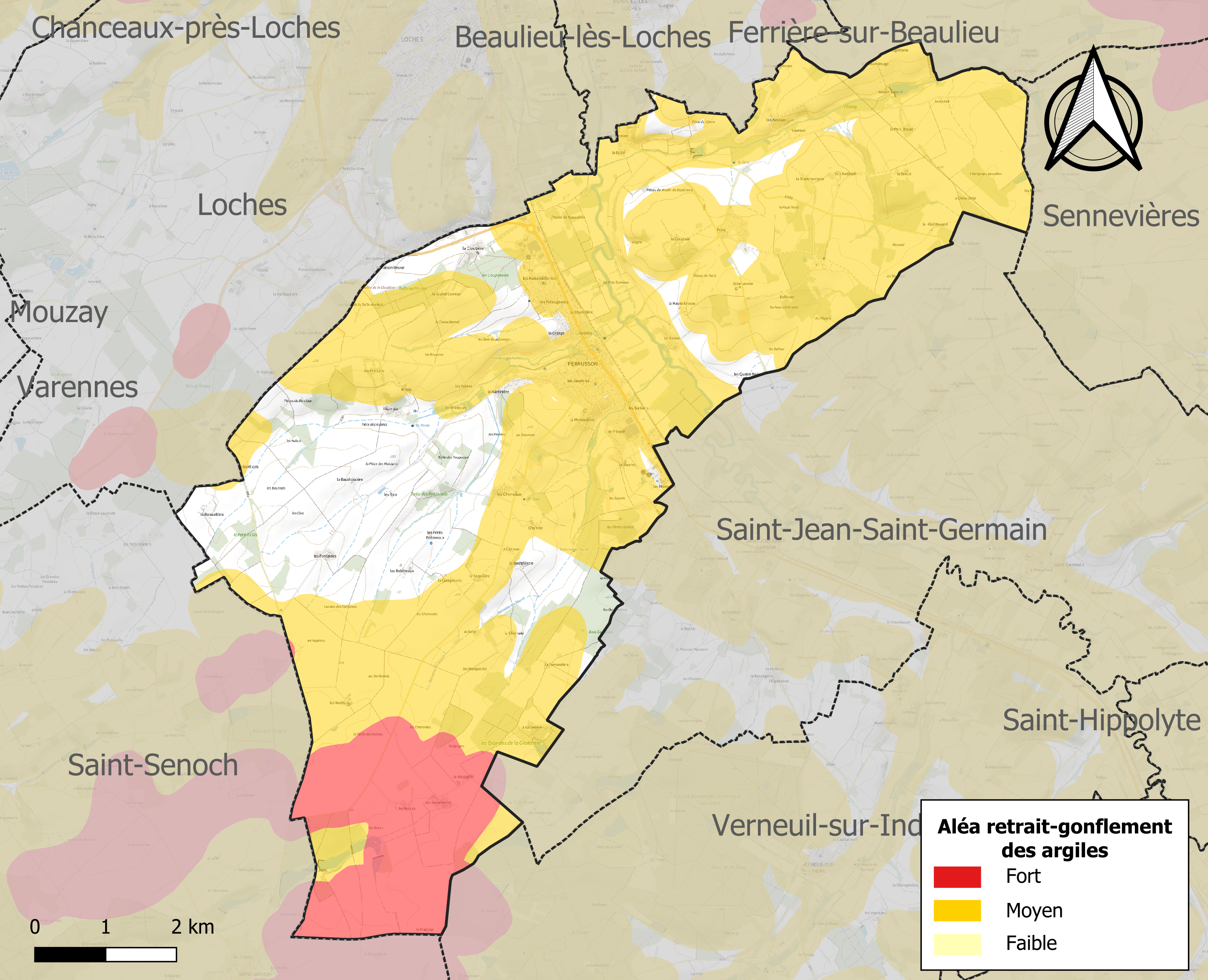
Carte des zones d'aléa retrait-gonflement des sols argileux de Perrusson.

Le retrait-gonflement des sols argileux est susceptible d'engendrer des dommages importants aux bâtiments en cas d’alternance de périodes de sécheresse et de pluie. 76 % de la superficie communale est en aléa moyen ou fort (90,2 % au niveau départemental et 48,5 % au niveau national). Sur les 674 bâtiments dénombrés sur la commune en 2019, 603 sont en aléa moyen ou fort, soit 89 %, à comparer aux 91 % au niveau départemental et 54 % au niveau national. Une cartographie de l'exposition du territoire national au retrait gonflement des sols argileux est disponible sur le site du BRGM,.
Concernant les mouvements de terrains, la commune a été reconnue en état de catastrophe naturelle au titre des dommages causés par la sécheresse en 2018 et par des mouvements de terrain en 1999.

## Toponymie
La mention Petrucius (cartulaire de l'abbaye Saint-Paul de Cormery en 856) est l'indication d'un lieu pierreux (petra « pierre »), une connotation péjorative étant apportée par le suffixe -ucium. Le suffixe -on est d'origine romane. Le même cartulaire mentionne successivement Ecclesia Sancti Petri de Perruccio (1180) puis Peruçon (1231), traduisant l'évolution vers l'orthographe et la prononciation modernes.

## Histoire

### De la Préhistoire à l'Antiquité
Des outils paléolithiques et néolithiques sont découverts sur plusieurs sites, traduisant l'ancienneté du peuplement. Un dolmen est détruit vers 1830 au lieu-dit « la Pierre levée », toponyme généralement lié à la présence, actuelle ou ancienne, d'un mégalithe ; une activité paléo-sidérurgique est suggérée par certains historiens,. Une importante implantation gallo-romaine, d’où proviennent des tessons de céramique et une sépulture, est identifiée en bordure de l’Indre près de la route conduisant de Caesarodunum (Tours) à Argentomagus (Saint-Marcel).

### Moyen Âge
L’histoire de la commune est surtout liée à son église du Xe siècle. Des travaux de réfection du pavement en 1973 mettent au jour des sarcophages mérovingiens. L'orientation de ces sarcophages, parallèlement aux murs gouttereaux de l'église, suggère qu'ils se trouvaient dans un édifice (peut-être une première église) antérieur.
Désigné au IXe siècle sous le nom de Petrucius in vicaria Dolense comme faisant partie de la viguerie de Dolus-le-Sec, le fief appartient vers 853 à un certain Garin ou Gérard, qui le donne à la puissante abbaye de Cormery. La même année, Audacher, abbé de Cormery, fonde le prieuré de Saint-Genest dont il reste quelques vestiges de la chapelle.

### Temps modernes
Au XVIIIe siècle, Perrusson est un fief appartenant à la famille de Baraudin, dont l'un des descendants est Alfred de Vigny.

### Époque contemporaine
Les limites communales fixées en 1789 ne sont pas définitives : en 1836, une petite parcelle non bâtie de 2 ha à Beaulieu-lès-Loches revient à Perrusson. Au XXe siècle, la proximité de Loches et la présence d'une route à grande circulation favorise la création, à Perrusson, d'une zone artisanale et commerciale ; la population communale augmente à partir de cette époque, ce phénomène s'accompagnant d'une importante vague de construction de logements, Perrusson devenant une sorte de « faubourg de Loches ».

## Politique et administration
| Période                                  | Période  | Identité             | Étiquette | Qualité                    |
| ---------------------------------------- | -------- | -------------------- | --------- | -------------------------- |
| 1791                                     | 1791     | Jacques Louis Dupont |           |                            |
| Les données manquantes sont à compléter. |          |                      |           |                            |
| 1971                                     | 2008     | André Cravatte       |           |                            |
| 2008                                     | En cours | Bernard Gaultier     | UMP-LR    | Retraité de l'enseignement |

## Population et société

### Démographie
Les habitants de Perrusson sont les Perrussonais.
L'évolution du nombre d'habitants est connue à travers les recensements de la population effectués dans la commune depuis 1793. Pour les communes de moins de 10 000 habitants, une enquête de recensement portant sur toute la population est réalisée tous les cinq ans, les populations de référence des années intermédiaires étant quant à elles estimées par interpolation ou extrapolation. Pour la commune, le premier recensement exhaustif entrant dans le cadre du nouveau dispositif a été réalisé en 2007.

En 2022, la commune comptait 1 417 habitants, en évolution de −5,78 % par rapport à 2016 (Indre-et-Loire : +1,67 %, France hors Mayotte : +2,11 %).
| 1793 | 1800 | 1806 | 1821 | 1831 | 1836 | 1841 | 1846 | 1851 |
| ---- | ---- | ---- | ---- | ---- | ---- | ---- | ---- | ---- |
| 580  | 650  | 681  | 729  | 677  | 740  | 742  | 720  | 710  |

| 1856 | 1861 | 1866 | 1872 | 1876 | 1881 | 1886 | 1891 | 1896 |
| ---- | ---- | ---- | ---- | ---- | ---- | ---- | ---- | ---- |
| 706  | 707  | 728  | 745  | 758  | 782  | 819  | 804  | 862  |

| 1901 | 1906 | 1911 | 1921 | 1926 | 1931 | 1936 | 1946 | 1954 |
| ---- | ---- | ---- | ---- | ---- | ---- | ---- | ---- | ---- |
| 791  | 836  | 806  | 760  | 785  | 788  | 778  | 861  | 816  |

| 1962 | 1968 | 1975  | 1982  | 1990  | 1999  | 2006  | 2007  | 2012  |
| ---- | ---- | ----- | ----- | ----- | ----- | ----- | ----- | ----- |
| 860  | 849  | 1 057 | 1 233 | 1 315 | 1 418 | 1 500 | 1 512 | 1 548 |

| 2017  | 2022  | - | - | - | - | - | - | - |
| ----- | ----- | - | - | - | - | - | - | - |
| 1 486 | 1 417 | - | - | - | - | - | - | - |

### Enseignement
Perrusson se situe dans l'Académie d'Orléans-Tours (Zone B) et dans la circonscription de Loches.
L'école primaire (maternelle et élémentaire) André Cravatte accueille les élèves de la commune. La carte scolaire départementale prévoit la scolarisation des étudiants de Sennevières dans le collège Georges-Besse et le lycée Alfred-de-Vigny de Loches.

### Santé
Aucun médecin n'est installé sur la commune — les plus proches exercent à Loches — qui dispose toutefois d'une maison médicale (infirmer, kinésithérapeute) et d'une pharmacie. L'hôpital le plus proche est le centre hospitalier des Rives de l'Indre à Loches.

### Médias et numérique
Le quotidien régional La Nouvelle République du Centre-Ouest consacre quelques pages de son édition Indre-et-Loire à l’actualité du canton de Loches. La chaîne de télévision TV Tours Val de Loire et la station de radio France Bleu Touraine relaient les informations locales.
La commune possède en 2021 d'un réseau à haut débit par fibre optique.

## Économie
Le tableau ci-dessous détaille le nombre d'établissements implantés à Perrusson selon leur secteur d'activité et le nombre de leurs salariés :
|                                                              | Total | %     | 0 salarié | 1 à 9 salariés | 10 à 19 salariés | 20 à 49 salariés | 50 salariés ou plus |
| ------------------------------------------------------------ | ----- | ----- | --------- | -------------- | ---------------- | ---------------- | ------------------- |
| Ensemble                                                     | 117   | 100,0 | 74        | 36             | 5                | 0                | 2                   |
| Agriculture, sylviculture et pêche                           | 20    | 17,1  | 15        | 5              | 0                | 0                | 0                   |
| Industrie                                                    | 10    | 8,5   | 5,4       | 0              | 0                | 0                | 1                   |
| Construction                                                 | 15    | 15,9  | 9         | 5              | 1                | 0                | 0                   |
| Commerce, transports, services divers                        | 59    | 50,5  | 35        | 20             | 3                | 0                | 1                   |
| dont commerce et réparation automobile                       | 27    | 23,1  | 10        | 14             | 2                | 0                | 1                   |
| Administration publique, enseignement, santé, action sociale | 13    | 11,1  | 10        | 2              | 1                | 0                |                     |
| Champ : ensemble des activités.                              |       |       |           |                |                  |                  |                     |

## Culture locale et patrimoine

### Lieux et monuments
L'église, fondée par les moines de Cormery, est dédiée à saint Pierre ; elle date du XIe siècle. Un lieu de culte existe déjà au VIe siècle. Un sarcophage que l'on peut dater entre 580 et 620 a été découvert lors des fouilles archéologiques en 1973 à l'occasion des travaux de restauration du carrelage. Il contenait les restes de la dépouille d'une femme de l'aristocratie peut-être vêtue d'une chemise en soie et une robe en ottoman. Elle portait un manteau de lin, des bas de soie, maintenus sur les mollets par des lanières en cuir. Celles-ci étaient fixées grâce à des bouclettes au niveau du genou en alliage cuivre et argent avec en guise de décor des serpents à deux têtes, aux corps entrelacés.
Lors de ces fouilles, d'autres sarcophages plus tardifs ont été découverts et laissés en place pour de futures recherches.
Les murs de l'église en petit appareil, font apparaître à leurs bases des matériaux de réemploi venant sans doute d'un ancien temple gallo-romain : reste de colonnes, tuiles, etc. Il est à noter près de la porte sur le côté de la présence d'une ancienne pierre tombale représentant un fantassin ou un gladiateur romain. Sur le plafond du chœur, on peut apercevoir des traces de fresque.
Le prieuré de Saint-Genest, au sud du bourg, est fondé au IXe siècle. Il n'en subsiste que la chapelle des XIe et XVe siècles.

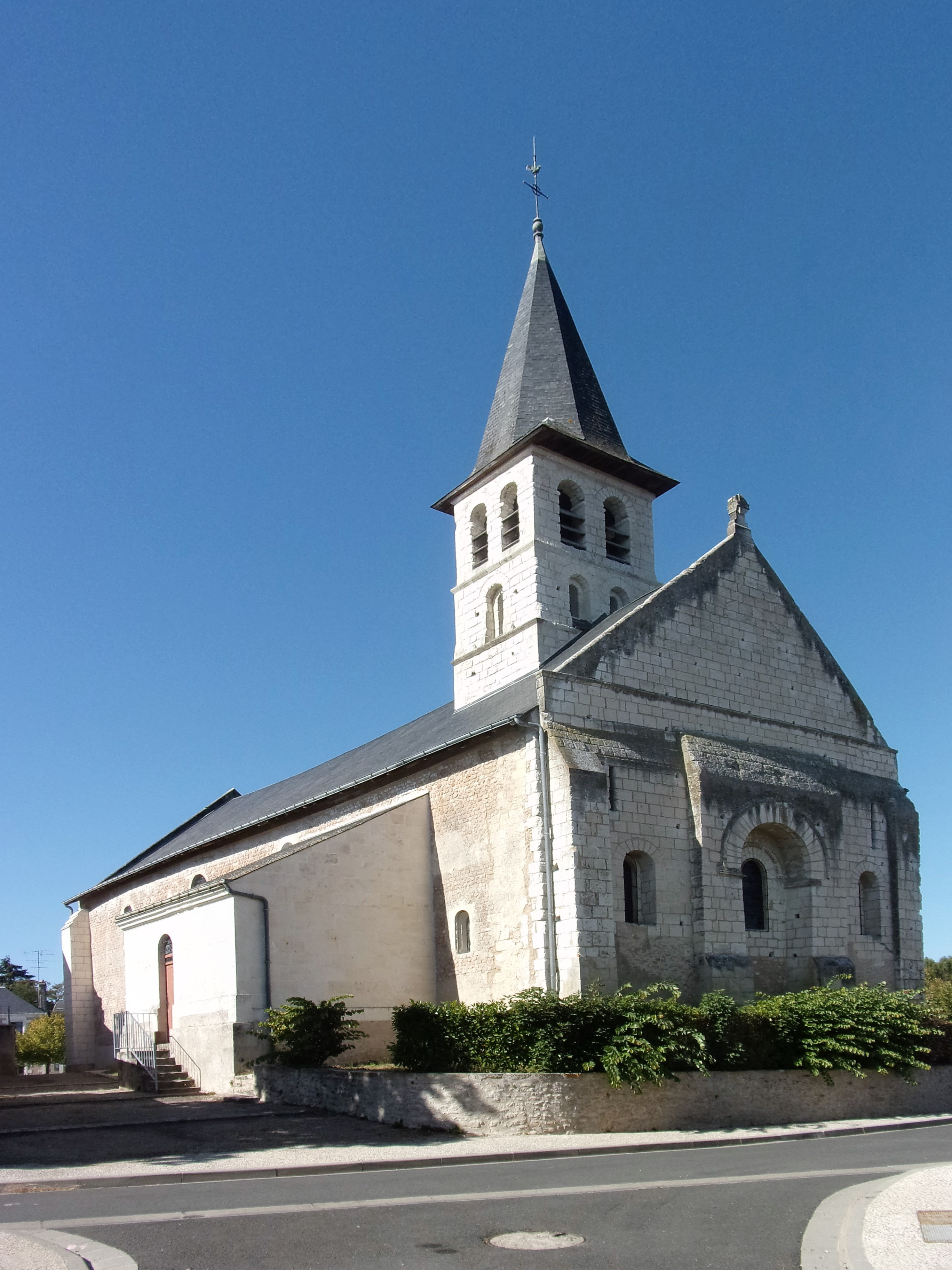
L'église Saint-Pierre.
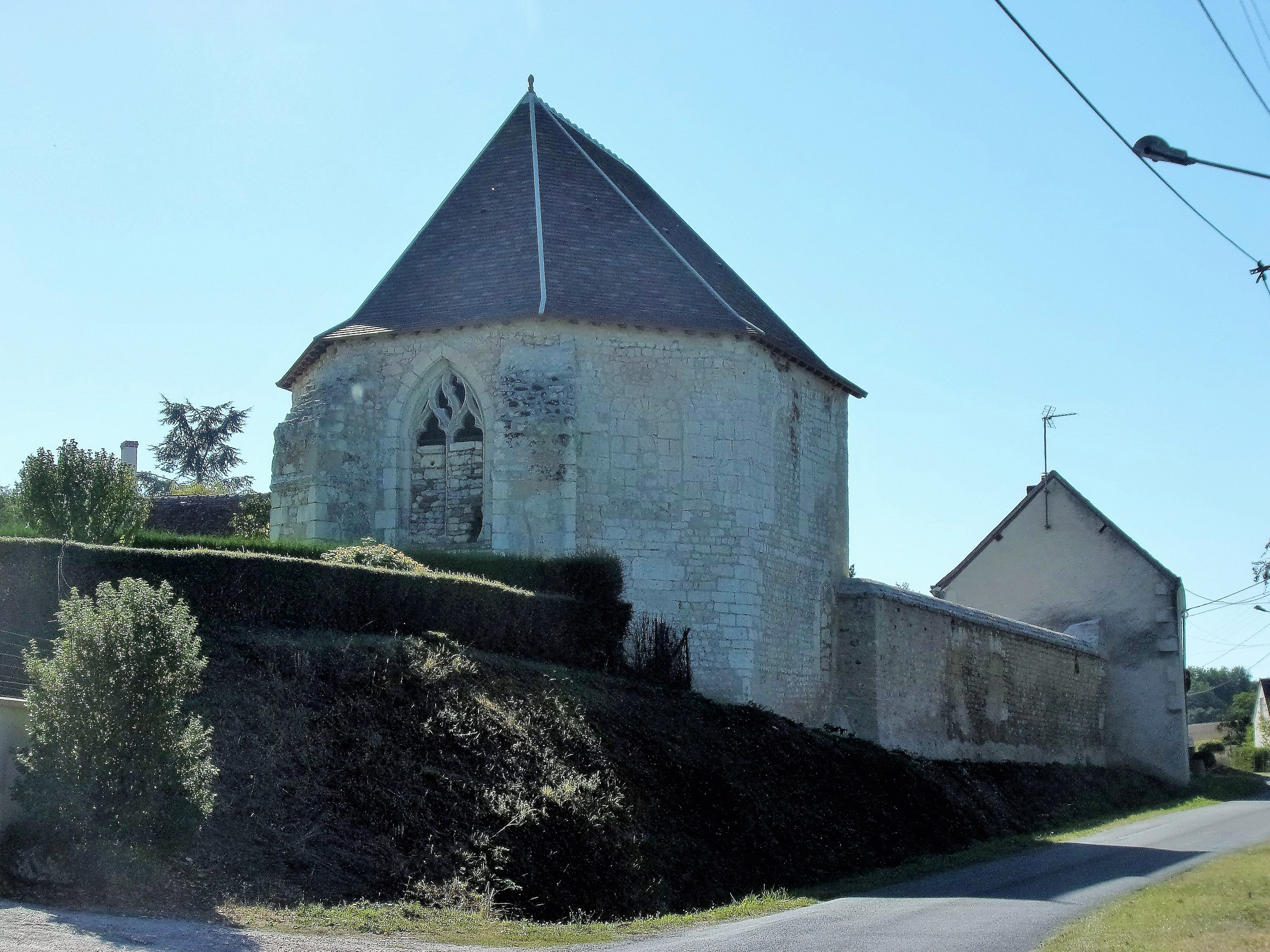
La chapelle du prieuré de Saint-Genest.

### Patrimoine gastronomique
La commune se trouve dans l'aire géographique et dans la zone de production du lait, de fabrication et d'affinage du fromage Valençay.

### Personnalités liées à la commune
Pierre de La Broce (vers 1230-1278), seigneur de Perrusson, chambellan et favori de Philippe le Hardi et personnage de La Divine comédie de Dante ; il fut l'un des premiers pendus du gibet de Montfaucon.
Jacques Louis Dupont, dit « Jacob Dupont » (1755-1823), est maire de Perrusson en 1791 et député d'Indre-et-Loire de 1791 à 1792.
Maurice Mardelle (1886-1948), écrivain local et charpentier. Son roman Pierruche au soleil, paru en 1935, a pour cadre Perrusson. Le parc et la bibliothèque municipale portent son nom.
Jacques Villeret (1951-2005), acteur français, est enterré dans le cimetière communal auprès de sa grand-mère.